# Revtraviricetes
Revtraviricetes — это класс вирусов, который содержит все вирусы, кодирующие обратную транскриптазу. В эту группу входят все вирусы ssRNA-RT (VI)(включая ретровирусы) и вирусы dsDNA-RT (VII). Это единственный класс в типе Artverviricota, который является единственным типом в царстве Pararnavirae. Название группы представляет собой сочетание слов «обратная транскриптаза» (reverse transcriptase) и -viricetes , которое является суффиксом для класса вирусов.

## Порядки
Признаются следующие порядки:
- Blubervirales (например, вирус гепатита В)
- Ortervirales (ретровирусы, Caulimoviridae и различные ретротранспозоны LTR)